# Ambohimandroso (Ambalavao)
Pour les articles homonymes, voir Ambohimandroso.
Ambohimandroso est une commune rurale malgache située dans la partie sud-est de la région de la Haute Matsiatra.